# Tramea phaeoneura
Tramea phaeoneura is een libellensoort uit de familie van de korenbouten (Libellulidae), onderorde echte libellen (Anisoptera).
De wetenschappelijke naam Tramea phaeoneura is voor het eerst geldig gepubliceerd in 1953 door Lieftinck.